# Heinrich Gallus von Rinecker

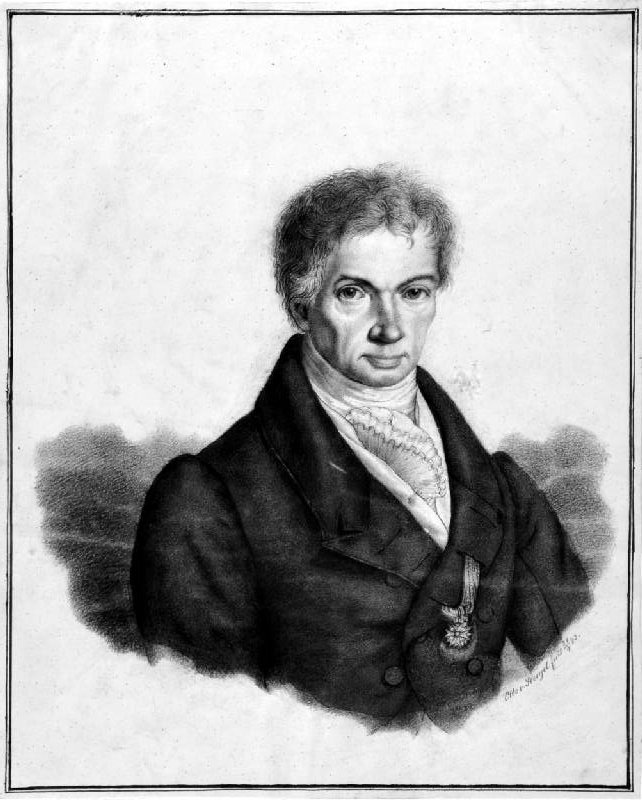
Heinrich Gallus von Rinecker, nach Franz Hanfstaengl, 1829

Heinrich Gallus Rinecker, ab 1824 Ritter von Rinecker (* 22. Februar 1773 in Gremsdorf, Mittelfranken; † 14. Dezember 1852 in München), war ein geadelter deutscher Jurist und Landtagsabgeordneter in Bayern.

## Biografie
Er war bürgerlich geboren und studierte ab 1799 Philosophie (worin er promovierte) sowie Rechtswissenschaften; 1800 wurde er fürstbischöflich-bambergischer Regierungsadvokat. 
Nach Einverleibung des Hochstifts Bamberg in das Kurfürstentum Pfalzbayern, übernahm man Rinecker in den bayerischen Staatsdienst. 
1807 wurde der Jurist Landrichter in Burgebrach, 1808 in Scheßlitz und 1814 in Bamberg. 1820 übernahm Heinrich Gallus Rinecker das Amt eines Oberpolizeikommissars in München, 1823 avancierte er zum Polizeidirektor und Chef der Münchner Polizei. 1824 verlieh ihm König Max I. Joseph das Ritterkreuz des Verdienstordens der Bayerischen Krone und erhob ihn in den persönlichen Adelsstand eines „Ritter von“.
1830 wechselte Rinecker zur Regierung des Isarkreises, 1832 wurde er Regierungsdirektor des Unterdonaukreises in Passau. Von 1833 bis 1844 wirkte Heinrich Gallus von Rinecker als Ministerialrat im bayerischen Innenministerium. 1834 rückte er für den ausgeschlossenen Parlamentarier Heinrich Brandenburg, als Abgeordneter in den Bayerischen Landtag nach. Er vertrat dort bis 1836 einen Wahlbezirk des Obermainkreises und wird als „konservativ, regierungstreu“  beschrieben.
1840 erhielt Rinecker das Komturkreuz des Päpstlichen Gregoriusordens, 1852 verstarb er in München.

## Familie
Heinrich Gallus von Rinecker war verheiratet mit Josephine von Stengel, Tochter des bayerischen Geheimrates Stephan von Stengel.
Das Ehepaar hatte mehrere Kinder. Der Sohn Franz von Rinecker (1811–1883) wurde ein berühmter Arzt, sein jüngster Bruder Carl Rinecker starb 1864 als katholischer Priester und Pfarrer von Bad Reichenhall. Die Tochter Fridericke (1808–1877) heiratete 1836 den späteren bayerischen Innenminister Carl von Abel. 
Rosina von Stengel (1786–1862) die Schwester von Rineckers Gattin, war die Mutter des Eichstätter Bischofs Franz Leopold von Leonrod (1827–1905).